# Bucculatrix needhami
Bucculatrix needhami är en fjärilsart som beskrevs av Braun 1956. Bucculatrix needhami ingår i släktet Bucculatrix och familjen kronmalar. Inga underarter finns listade i Catalogue of Life.